# 5-та армія (Болгарія)
П'ята армія (болг. Пета армия) — польова армія Болгарії під час Другої Балканської та Другої світової війни.

## Історія
Утворена в травні 1913 року під назвою «Перша резервна армія», яка складалася з двох піхотних дивізій, кожна з яких включала один артилерійський та сім піхотних полків, одну кінну бригаду і три прикордонні роти.
Після зосередження болгарських військ перед початком Другої Балканської війни тодішньому командиру 1-ї Софійської піхотної дивізії генерал-майору Стефану Тошеву було доручено сформувати та очолити Першу резервну армію на базі Третьої бригади.
17 травня армію було перейменовано на П'яту окрему армію. Призначенням армії спочатку було прикривати столицю. 26 травня у Софію прибули 1-ша і 4-та піхотні дивізії. Четверту було зараховано до П'ятої армії замість 13-ї дивізії, яка разом із 1-ю Софійською піхотною дивізією опинилася в складі Третьої армії для прикриття столиці.
П'ята армія вела бої з сербами на Осогові. 22 серпня 1913 року її було розформовано.
17 травня 1940 р. у зв'язку із початком Другої світової війни було утворено т. зв. «П'яту прикривальну армію», на яку покладалося завдання прикривати південно-західний кордон Болгарії. На цьому відрізку кордону вона пробула до липня 1940 року, коли її замінила Четверта армія прикриття.
Згідно з таємною угодою між Болгарським царством і Третім Райхом, відомою як «угода Клодіуса—Попова» (1941 р.), Болгарія зобов'язувалася майже повністю замінити німецькі війська на території Македонії, Поморав'я (долина Великої Морави) та Західної Фракії, створивши власну адміністрацію в цих областях.
Спочатку для цієї мети болгарське військове керівництво наново сформувало П'яту болгарську армію на чолі з командувачем Ніколою Міховим. Вона складалася з найближче розташованих на болгарській території двох піхотних і однієї кавалерійської дивізії з деякими доданими до них частинами та формуваннями. Операція з окупації території розпочалася 19 квітня 1941 року, коли армію було перейменовано на П'яту окрему армію, та закінчилася 24 квітня 1941 року. З 1942 року територія болгарської окупації розширилася.
Згодом структура болгарських окупаційних військ набула такого вигляду:
- Штаб п'ятої армії — у Скоп'є (Македонія);
- 50-й піхотний полк (1-ї піхотної дивізії) — у Піроті (південно-східна Сербія);
- 52-й піхотний полк (14-ї піхотної дивізії) — Вранє (південно-східна Сербія);
- 6-та піхотна дивізія — Заєчар (південно-східна Сербія);
- 14-та піхотна дивізія — Скоп'є;
- 15-та — Бітола (Македонія);
- 1-й кавалерійський полк (1-ї кавалерійської бригади) — Штип;
- 2-й кавалерійський полк (1-ї кавалерійської бригади) — Скоп'є.

На початку вересня 1944 р. П'ята армія (14-та, 15-та, 17-та і 29-та піхотні дивізії та 1-ша кавалерійська бригада в Македонії і Південній Сербії) почала відходити до старих кордонів Болгарії. Сам вивід не відбувався організовано, і 6 вересня 14-та і 29-та піхотні дивізії були роззброєні німцями та припинили своє існування як бойові частини. Лише 17-й піхотній дивізії, яка перебувала найближче до старого кордону, вдалося відступити. 15-та дивізія стала єдиною, яка вчинила опір і вела бої у Битолі та Прилепі за підтримки болгарської авіації, а потім невеликими групами відводилася у Болгарію.
2 жовтня 1944 р. армія змінила назву на «Шоста армія», а 7 жовтня 1944 р. її розформували.